# Dibrivka, Volodarsk-Volînskîi
Dibrivka (în ucraineană Дібрівка) este un sat în comuna Suhovolea din raionul Volodarsk-Volînskîi, regiunea Jîtomîr, Ucraina.